# Comtés de l'État du Nevada
L'État américain du Nevada est divisé en 16 
comtés (counties) et une ville indépendante. le 25 novembre 1861, la première assemblée législative du Territoire du Nevada créa neuf comtés Le Nevada fut admis comme État au sein de l'Union le 31 octobre 1864, subdivisé en onze comtés. En 1969, le comté d'Ormsby et Carson City furent réunis pour former la ville indépendante de Carson City.

## Liste des comtés
| Comté               | Code FIPS | Siège du comté       | Fondation | Origine                                                          | Étymologie, | Population, | Superficie,             | Carte                                    |
| Carson City         | 510       | (Ville indépendante) | 1969      | Découpage du comté d'Ormsby.                                     | Christopher Houston (Kit) Carson (1809-1868), célèbre pionnier de la Conquête de l'Ouest américain.                                                                                   | 52 457      | 373 km² (144 mi²)       | State map highlighting Carson City       |
| Comté de Churchill  | 001       | Fallon               | 1861      | L'un des neuf comtés originels.                                  | Fort Churchill, nommé lui-même en l'honneur de Sylvester Churchill (1783-1862), un général de la guerre américano-mexicaine.                                                          | 23 982      | 12 766 km² (4 929 mi²)  | State map highlighting Churchill County  |
| Comté de Clark      | 003       | Las Vegas            | 1908      | Découpage du comté de Lincoln.                                   | William Andrews Clark (1839-1925), sénateur des États-Unis pour le Montana et entrepreneur de chemin de fer qui construisit une ligne dans la région.                                 | 1 375 765   | 20 489 km² (7 911 mi²)  | State map highlighting Clark County      |
| Comté de Douglas    | 005       | Minden               | 1861      | L'un des neuf comtés originels.                                  | Stephen Arnold Douglas (1813-1861), sénateur des États-Unis pour l'Illinois. | 41 259      | 1 839 km² (710 mi²)     | State map highlighting Douglas County    |
| Comté de Elko       | 007       | Elko                 | 1869      | Découpage du comté de Lander.                                    | Un mot Shoshone qui signifie « femme blanche ». Selon la tradition orale des Shoshones, il s'agirait du lieu où leurs ancêtres rencontrèrent pour la première fois une femme blanche. | 45 291      | 44 501 km² (17 182 mi²) | State map highlighting Elko County       |
| Comté de Esmeralda  | 009       | Goldfield            | 1861      | L'un des neuf comtés originels.                                  | Esmeralda Mining District, peut-être nommé ainsi en l'honneur d'Esmeralda héroïne de Notre-Dame de Paris, mais esmeralda est également le mot espagnol signifiant « émeraude ».       | 971         | 9 295 km² (3 589 mi²)   | State map highlighting Esmeralda County  |
| Comté de Eureka     | 011       | Eureka               | 1873      | Découpage du comté de Lander.                                    | Du mot grec, Eurêka, qui signifie « J'ai trouvé », faisant référence à la découverte de minerai d'argent dans cette région.                                                           | 1 651       | 10 816 km² (4 176 mi²)  | State map highlighting Eureka County     |
| Comté de Humboldt   | 013       | Winnemucca           | 1861      | L'un des neuf comtés originels.                                  | De la rivière Humboldt, ainsi nommée en l'honneur de Friedrich Heinrich Alexander von Humboldt (1769-1859), célèbre scientifique et explorateur allemand.                             | 16 106      | 24 988 km² (9 648 mi²)  | State map highlighting Humboldt County   |
| Comté de Lander     | 015       | Battle Mountain      | 1862      | Découpage des comtés de Churchill et Humboldt.                   | Frederick West Lander (1821-1862), un explorateur et général de l'Union lors de la guerre de Sécession.                                                                               | 5 794       | 14 229 km² (5 494 mi²)  | State map highlighting Lander County     |
| Comté de Lincoln    | 017       | Pioche               | 1866      | Découpage du comté de Nye et d'un territoire cédé par l'Arizona. | Abraham Lincoln (1809-1865), Président des États-Unis. | 4 165       | 27 545 km² (10 635 mi²) | State map highlighting Lincoln County    |
| Comté de Lyon       | 019       | Yerington            | 1861      | L'un des neuf comtés originels.                                  | Général Nathaniel Lyon (1818-1861), qui fut tué lors de la Bataille de Wilson's Creek.                                                                                                | 34 501      | 5 164 km² (1 994 mi²)   | State map highlighting Lyon County       |
| Comté de Mineral    | 021       | Hawthorne            | 1911      | Découpage du comté d'Esmeralda.                                  | Dépôt de minéraux dans cette région. | 5 071       | 9 731 km² (3 757 mi²)   | State map highlighting Mineral County    |
| Comté de Nye        | 023       | Tonopah              | 1864      | Découpage du comté d'Esmeralda.                                  | James W. Nye (1815-1876), gouverneur du Territoire du Nevada puis sénateur du Nevada.                                                                                                 | 32 485      | 47 001 km² (18 147 mi²) | State map highlighting Nye County        |
| Comté de Pershing   | 027       | Lovelock             | 1919      | Découpage du comté de Humboldt.                                  | John Joseph Pershing (1860-1948), général lors de la Première Guerre mondiale. | 6 693       | 15 563 km² (6 009 mi²)  | State map highlighting Pershing County   |
| Comté de Storey     | 029       | Virginia City        | 1861      | L'un des neuf comtés originels.                                  | Edward Farris Storey (1829-1860), capitaine, tué à Pyramid Lake en 1860 lors de la guerre des Païutes.                                                                                | 3 399       | 684 km² (264 mi²)       | State map highlighting Storey County     |
| Comté de Washoe     | 031       | Reno                 | 1861      | L'un des neuf comtés originels.                                  | les Washos, une tribu indienne qui vit dans cette région. | 339 486     | 16 426 km² (6 342 mi²)  | State map highlighting Washoe County     |
| Comté de White Pine | 033       | Ely                  | 1869      | Découpage du comté de Lander.                                    | Une grande forêt de pins occupait cette région, on pense qu'il s'agissait de pins flexibles, (en anglais: white pine).                                                                | 9 181       | 22 991 km² (8 877 mi²)  | State map highlighting White Pine County |